# サラと謎のハッカークラブ
『サラと謎のハッカークラブ』（サラとなぞのハッカークラブ、略称: サラ謎）は、プレティア・テクノロジーズ株式会社が運営するAR謎解きゲーム、体験型脱出ゲーム。
ハッカークラブの一員となり、若きエース サラや他のメンバーと共に、渋谷の街中に散りばめられた謎を解き進め、迫り来る危機から平和を守り抜く体験型脱出ゲーム。同社のAR技術を活用し、従来の体験型脱出ゲームとは違った体験を提供している『AR謎解きゲーム』シリーズ。 
現在は、渋谷エリアでのみサービスを提供している。 

## 概要
『サラと謎のハッカークラブ』は、オリジナルアプリ「HACKPAD（ハックパッド）」を使用し、渋谷の街に散りばめられた謎をAR技術を活用して解いていく、 「新感覚」AR謎解きゲーム。プレイヤーであるあなたは、ストーリーにしたがって実際に渋谷の街を歩き回る。チャットやカメラといった、スマホアプリならではの機能を駆使して、ミッション達成を目指す。

## あらすじ

### サラと謎のハッカークラブ
制限時間は90分－渋谷中にしかけられた謎を解き、人々を救え！
東京。この街には、サイバー事件から人々を守る秘密組織「ハッカークラブ」がいた。ある日、あなたのもとに謎の少女“サラ”から1通のメールが届く。「私はハッカークラブのサラ。あなたの力が必要なの。ハッカークラブの入団試験を受けてみない？」果たして、入団試験の内容とは……！？

### サラと謎のハッカークラブ2
渋谷の危機、再び タイムリミットまで100分－あなたは事件の真相に辿り着けるか
ハッカークラブの新メンバーになったあなたを待ち受けるのは、被害総額100億円の大事件?!さらに進化した“HACKPAD”を使って、サラ達と一緒に渋谷中に仕掛けられた謎を解こう。

## 登場人物
サラ
cv - 富田美憂
ハッカークラブのメンバーで17歳の現役女子高生。高い技術力を持ち、メンバーからも若きエースとして信頼されている。ゲーム大好き。
リーダー
cv - 泰勇気
ハッカークラブの創設者 兼 リーダー。幼少期から英才教育を受け、将来を約束されたエリートだったが、ある過去をきっかけにハッカークラブの活動を始めた。
アネゴ
cv - 佐倉薫
ハッカークラブの古株メンバーの1人で、昼間はオフィス街を颯爽と歩くキャリアウーマン。本名や年齢などの個人情報は秘密。『サラ謎2』のみに登場。
支店長
cv - 牧野由依
今回の事件の依頼人。やたらと要求が多い。『サラ謎2』のみに登場。

## 主題歌
「UNLOCK!」
歌 - 富田美憂

## スタッフ
- 総合プロデューサー - 牛尾湧
- プロデューサー - 水上渚
- イラストレーター - 碧風羽